# Margareta av Bretagne

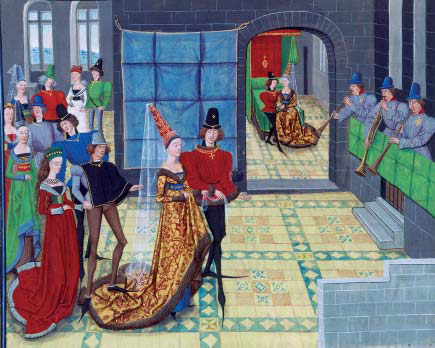
Giftermålet mellan Margareta av Bretagne och Frans II av Bretagne.

Margareta av Bretagne, född 1443, död 1469, var en hertiginna av Bretagne, gift 1455 med hertig Frans II av Bretagne. 
Hon var dotter till hertig Frans I av Bretagne och Isabella av Skottland. 
Vid hennes fars död efterträddes han av sin bror Peter II av Bretagne i stället för sin dotter, eftersom Bretagne sedan det bretonska tronföljdskriget endast erkände kvinnliga tronarvingar sedan alla manliga avlidit. 
Hennes farbror Peter II var barnlös, och arrangerade ett äktenskap mellan Margareta och hennes kusin, Bretagnes tronarvinge Frans.